# Gare du Vert-Galant
Pour les articles homonymes, voir Vert galant.
La gare du Vert-Galant est une gare ferroviaire française située au sud-est du territoire de la commune de Villepinte, à proximité immédiate de Tremblay-en-France à l'est et de Vaujours au sud, dans le département de la Seine-Saint-Denis, en région Île-de-France.

## Situation ferroviaire

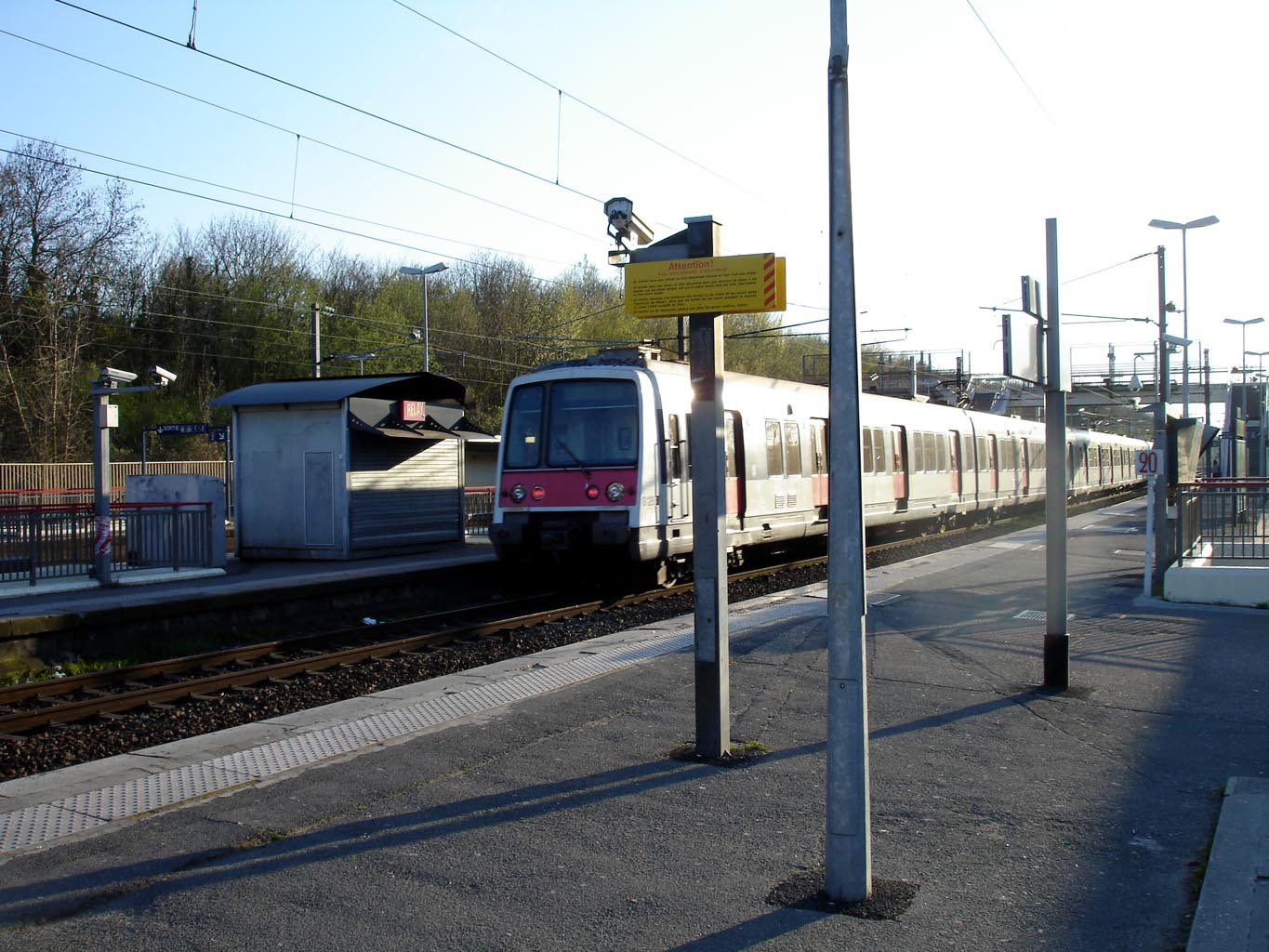
Rame MI 79 quittant la gare.

La gare est située au point kilométrique (PK) 19,976 de la ligne de La Plaine à Hirson et Anor (frontière) entre les gares de Sevran - Livry et de Villeparisis - Mitry-le-Neuf. La gare dispose de quatre voies : la voie 2, la voie 1, la voie 2B et la voie 1B. La voie 2 est empruntée par les trains du Transilien K, des TER Hauts-de-France et Fret en provenance du nord de la France et la voie 1 est empruntée par ceux du Transilien K, des TER Hauts-de-France et Fret en provenance de Paris-Nord et du triage du Bourget.
Les voies 2B et 1B sont empruntées par les trains de la ligne B du RER en direction et en provenance de Mitry - Claye. La gare dispose de trois quais : deux d’entre eux sont hauts (desservis par les trains du RER B) et le troisième est bas et non desservi sauf en période de travaux. La gare se situe au nord du canal de l'Ourcq.

## Histoire

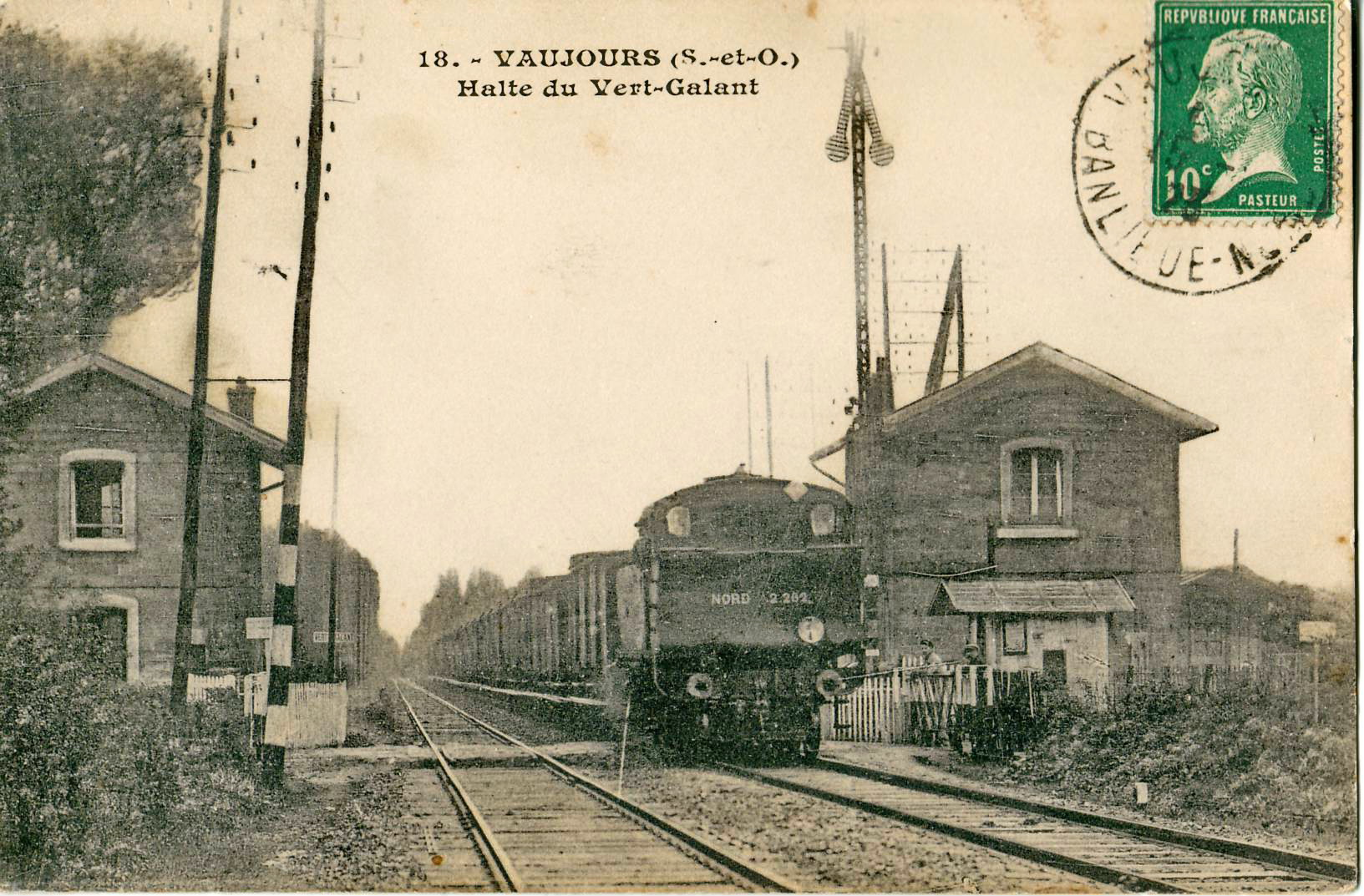
La première halte du Vert-Galant.

En 1861, un passage à niveau est aménagé, permettant aux trains de traverser la commune de Vaujours, mais ce n'est qu'en 1890 qu'un arrêt voit le jour. Cette halte prend le nom officiel de Vaujours, puis de Vert-Galant en 1895.
En 1926, la Compagnie du Nord propose le projet d'une gare. L'inauguration a lieu en 1929.
Vers 1944, un accord prévoyant la construction d'un passage souterrain afin de permettre la traversée des voies est signé. Le coût estimé du chantier est de 600 000 francs, aux frais de la commune de Villepinte.

## Fréquentation
Selon les estimations de la SNCF, la fréquentation annuelle de la gare s'élève aux nombres indiqués dans le tableau ci-dessous.
| Année               | 2019      | 2018      | 2017      | 2016      | 2015      |
| ------------------- | --------- | --------- | --------- | --------- | --------- |
| Nombre de voyageurs | 7 736 030 | 7 925 679 | 8 132 589 | 8 195 679 | 8 215 190 |

## Service des voyageurs

### Accueil
La gare dispose d'un guichet Transilien ouvert du lundi au vendredi de 6 h 15 à 22 h 15 et les samedis, dimanches et jours fériés de 6 h 45 à 22 h 15. Elle est dotée de distributeurs automatiques Transilien, adaptés aux personnes à mobilité réduite et de distributeurs automatiques pour trains de grandes lignes. En outre, des ascenseurs adaptés aux fauteuils roulants sont disponibles.

### Desserte
La gare est desservie par les trains du RER B.

### Intermodalité
La gare est desservie par les lignes 15, 39, 45, 619, 642, T'bus 1, T'bus 2 et T'bus 3 du réseau de bus Terres d'Envol, par la ligne 2122 du réseau de bus Roissy Est, par la ligne 643 du réseau de bus Marne et Brie, par le service Filéo Roissy Sud et, la nuit, par la ligne N41 du réseau de bus Noctilien.

## Galerie de photographies

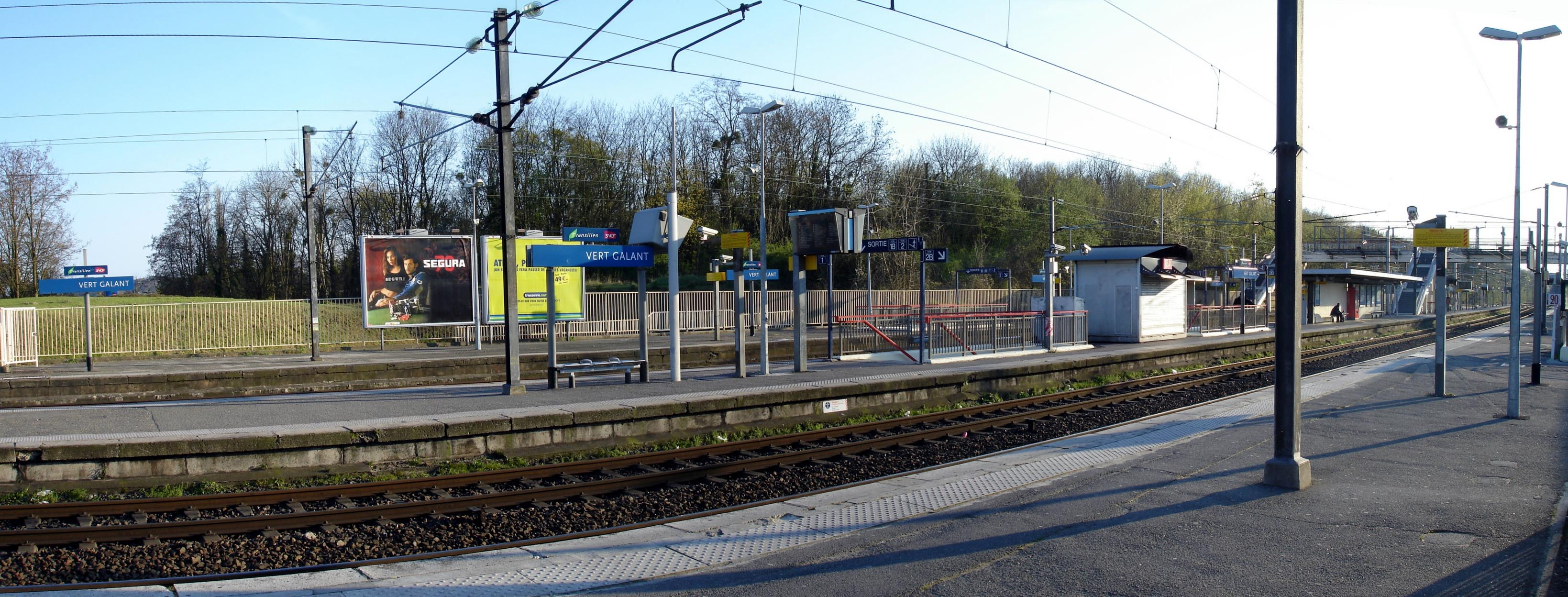
Vue panoramique des quais.
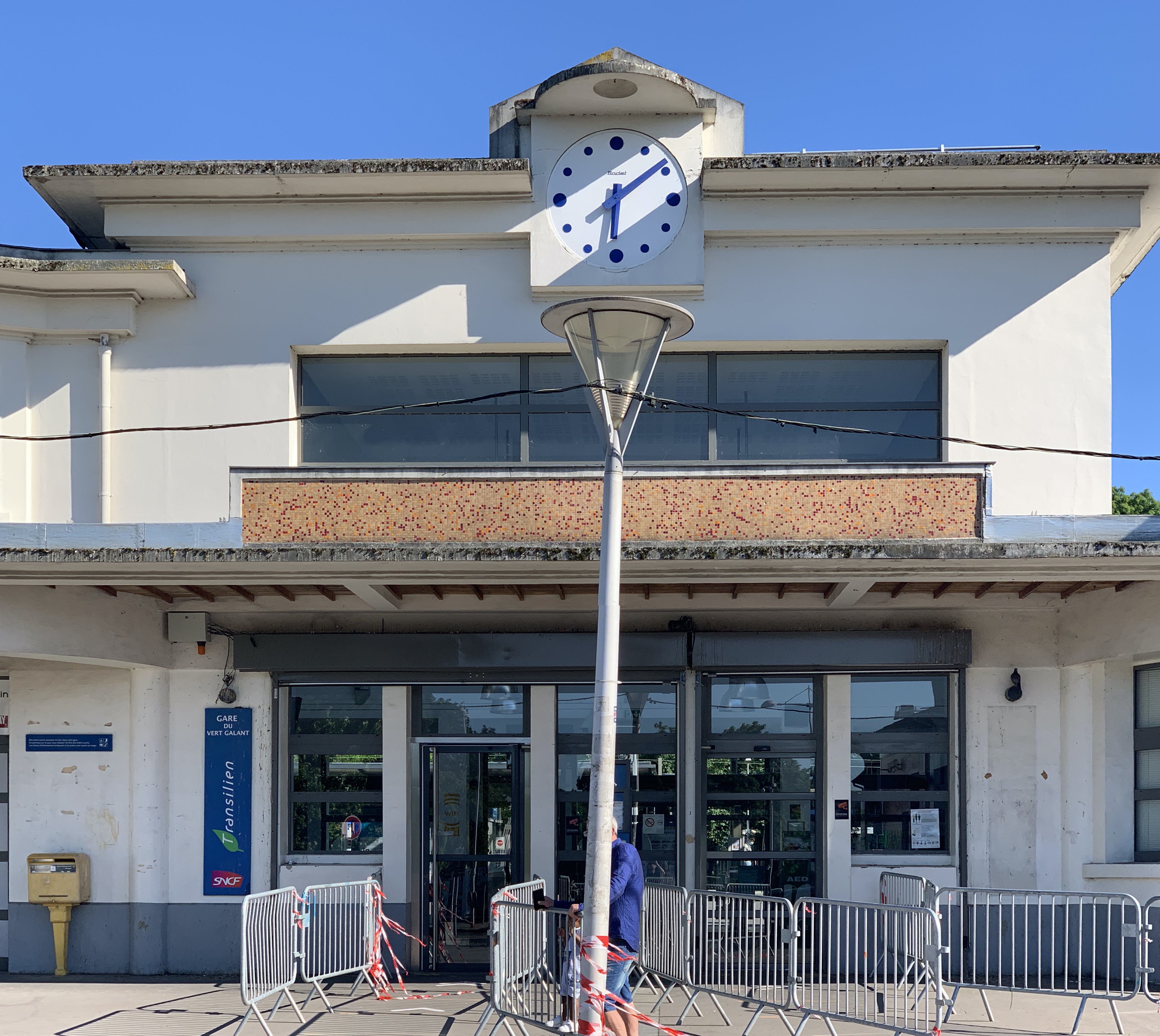
Bâtiment voyageurs.
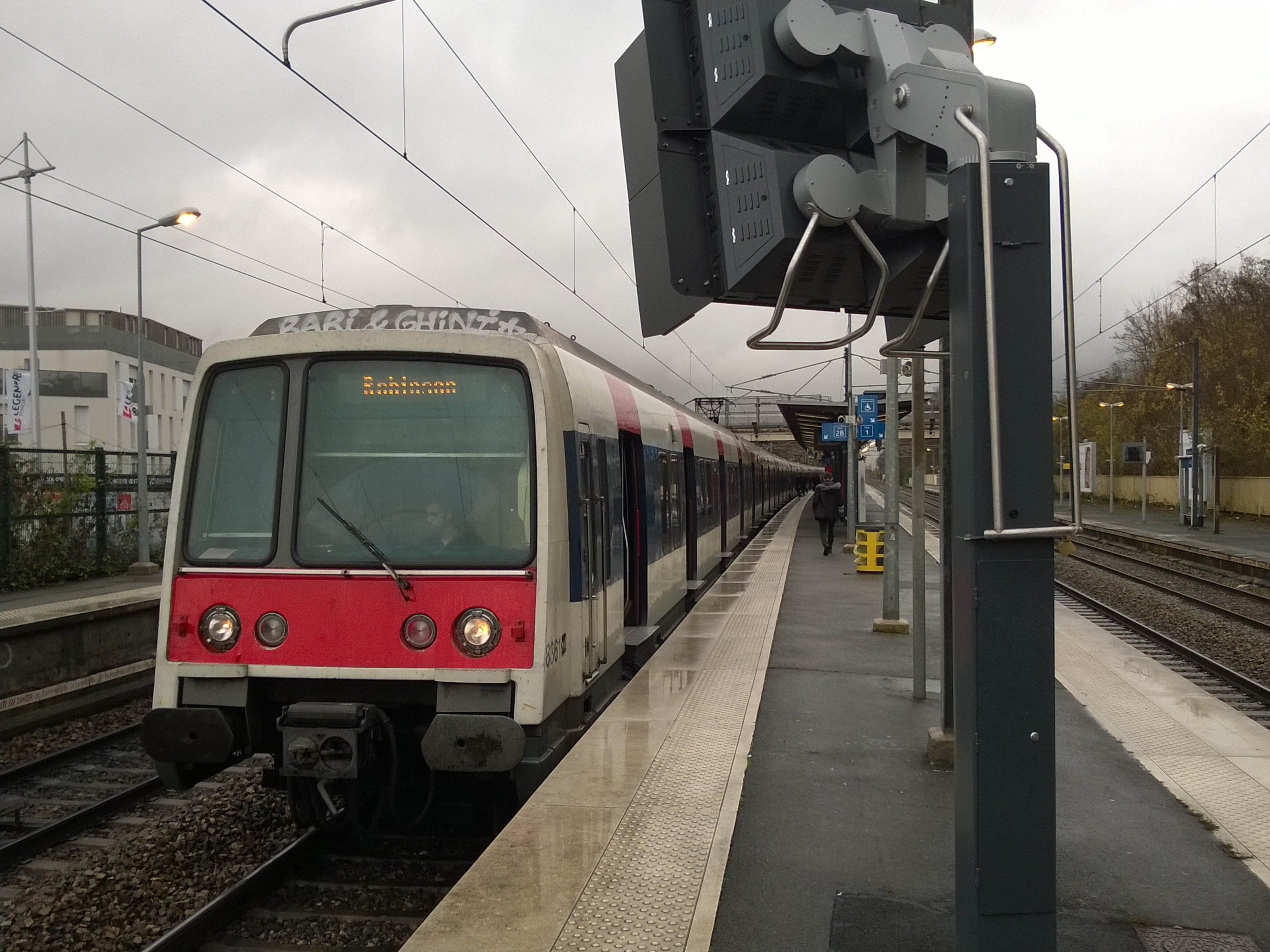
Rame MI 84 pour Robinson.
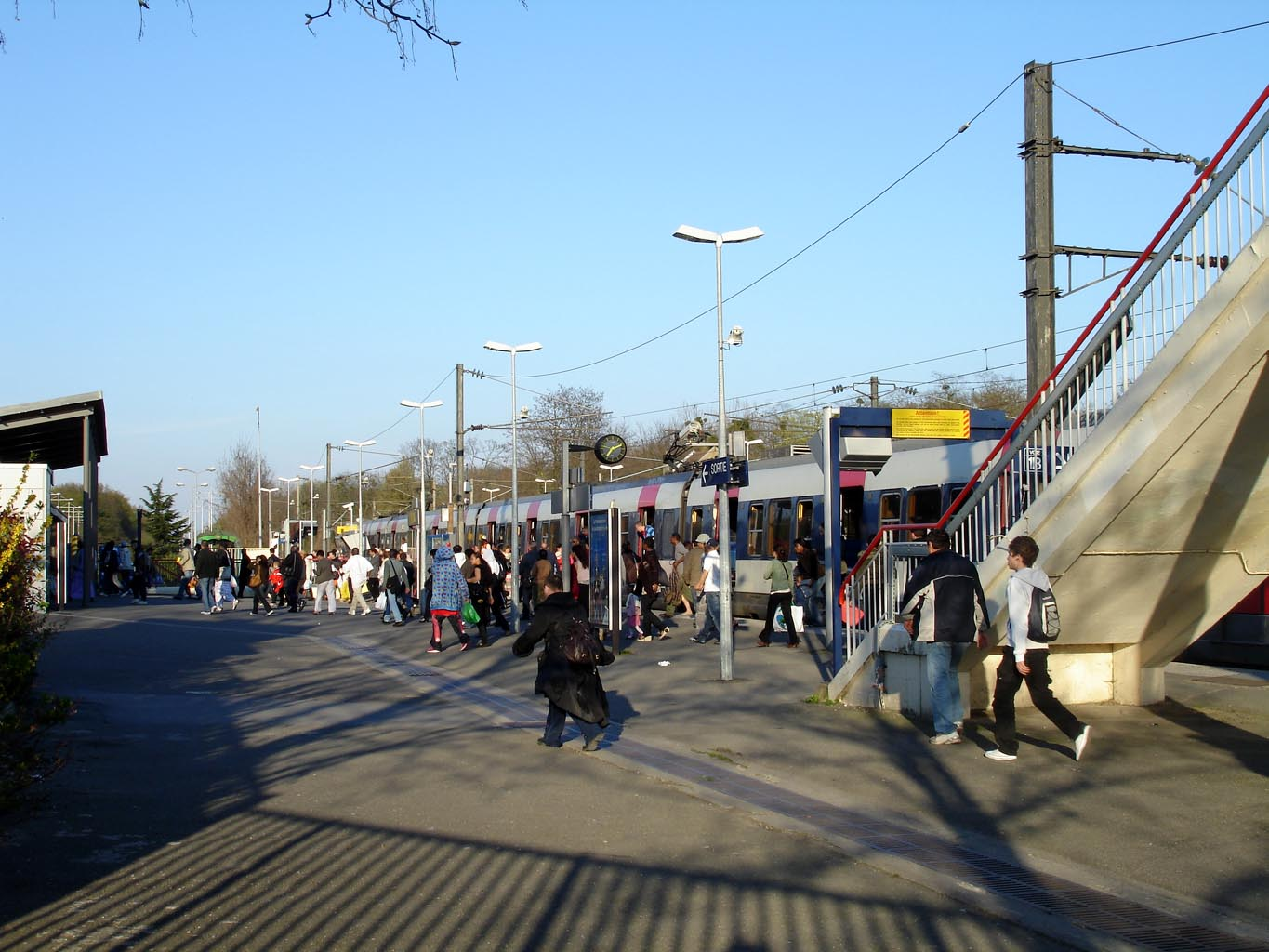
Arrivée d'une rame en provenance de Paris.